# Municipio de Sudzal
El Municipio de Sudzal es uno de los 106 municipios del estado mexicano de Yucatán. Su cabecera municipal es la localidad homónima de Sudzal.

## Toponimia
En lengua maya el nombre significa agua donde está el árbol suudz.

## Colindancias
El municipio de Sudzal limita con los municipios de: al norte  Izamal, al sur con Kantunil y Sotuta, al oriente con Yaxcabá, Dzitás y Tunkás y al poniente con Izamal.

## Datos históricos
Sobre la fundación de Sudzal “Agua donde está el árbol suudz” se sabe que en la época prehispánica formó parte del cacicazgo de Ah Kin Chel.
- 1576: Durante la colonia, bajo el régimen de la encomienda, estuvo a cargo de Don Alonso de Rojas.
- 1700: Pablo de Aguilar y Alonso Hernández de Cervera fueron nombrados encomenderos con 420 indígenas a su cargo.
- 1905: Sudzal es adherido al Partido de la Costa, cuya cabecera fue Izamal.
- 1932: El pueblo de Sudzal se erigió en municipio libre por decreto, segregándose de Izamal.

## Economía
Sudzal es un municipio que por muchos años dependió casi exclusivamente del cultivo del henequén. En la actualidad además del henequén se cultiva el maíz, el frijol, el chile junto con otras hortalizas. También cuenta la población municipal con la cría de ganado bovino y de la avicultura para su sustento. Por su posición geográfica, el turismo ayuda en parte a la economía regional por encontrarse Sudzal en el camino entre Izamal que se ha convertido en polo turístico y el sitio arqueológico de Chichén Itzá que cuenta con elevado número de visitantes.
Entre las artesanías que se fabrican como fuente alternativa de recursos económicos hay una confección de huipiles, blusas y guayaberas de algodón de buena calidad.

## Atractivos turísticos
- En la cabecera municipal hay un templo católico venerando a la Asunción, construido en el siglo XVI.

- En el territorio municipal hay tres sitios en donde se pueden apreciar vestigios arqueológicos mayas en: Santa Catalina, Tocbatz y Acún.

- El 15 de agosto se celebra la fiesta popular ofrecida a la Virgen de la Asunción.